# Danny Mwanga
Jean-Marie Daniel "Danny" Mwanga (Kinsasa, 17 de julio de 1991) es un futbolista congoleño que actualmente juega para los Portland Timbers de la Major League Soccer.

## Historia
El padre de Danny Mwanga fue asesor del exdictador congoleño Mobutu Sese Seko, fue asesinado durante la guerra civil de la nación en 1997 y su madre tuvo que dejarlo a él y a sus hermanas con su abuela. Danny finalmente se trasladó a los Estados Unidos en 2006, en el cual tuvo su reencuentro con su madre y su asentamiento en Portland, Oregón.
Asistió a la Jefferson High School, y luego fue a la Universidad Estatal de Oregón (OSU). En OSU comenzó jugando 11 partidos en su primer año, anotando cuatro goles, y fue nombrado el 2008 Novato del Año en la Pacific-12 Conference. Al año siguiente, fue el jugador del año en la conferencia después de anotar 14 goles en 18 partidos, y fue seleccionado también como un segundo equipo All-American.

## Profesional
Mwanga fue la primera selección general del MLS SuperDraft 2010 en la primera ronda por Philadelphia Union e hizo su debut profesional el 25 de marzo de 2010, en el partido inaugural de la temporada 2010 de la MLS contra el Seattle Sounders FC. El 15 de mayo de 2010 marco su primer gol en la MLS en el Lincoln Financial Field contra el FC Dallas en el tiempo de descuento para que el club ganara el encuentro.
También anotó un segundo gol consecutivo el tiempo de descuento el 29 de mayo de 2010, contra del Houston Dynamo para ganar 3-2. En 2010 Mwanga fue también finalista en el Novato del Año. Tuvo una actuación de dos goles contra Toronto FC en la victoria por 6-2 de Filadelfia el 28 de mayo de 2011. Él anotó el gol de la victoria del Unión ganar 3-2 contra Chivas USA gol que fue nominado para gol de la Semana de la MLS.
El 6 de junio de 2012 Danny fue cambiado a los Portland Timbers a cambio de delantero Jorge Perlaza.

## Internacional
Aunque todavía no es un ciudadano, Mwanga ha expresado su interés en representar a la Selección de fútbol de Estados Unidos a nivel internacional en lugar de su natal República Democrática del Congo, "Sería un honor representar a los Estados Unidos. Jugando para los Estados Unidos en una Copa del Mundo sería una oportunidad maravillosa".
- Datos: Q522514
- Multimedia: Danny Mwanga / Q522514